# Rancho Cordova (Kalifornija)
Rancho Cordova je grad u američkoj saveznoj državi Kalifornija. Prema popisu stanovništva iz 2010. u njemu je živjelo 64.776 stanovnika.